# Tumbes
Tumbes este un oraș din nord-vestul Peruului, pe malurile râului Tumbes. Este capitala Regiunii Tumbes, precum și a Provinciei Tumbes și a Districtului Tumbes. Situat în apropierea frontierei cu Ecuadorul, Tumbes are 111.595 de locuitori în anul 2015. Este deservit de Aeroportul Cap. FAP Pedro Canga Rodriguez. Este situat în Golful Guayaquil, împreună cu Zorritos.

## Climă
| Date climatice pentru Tumbes, Peru     | Date climatice pentru Tumbes, Peru | Date climatice pentru Tumbes, Peru | Date climatice pentru Tumbes, Peru | Date climatice pentru Tumbes, Peru | Date climatice pentru Tumbes, Peru | Date climatice pentru Tumbes, Peru | Date climatice pentru Tumbes, Peru | Date climatice pentru Tumbes, Peru | Date climatice pentru Tumbes, Peru | Date climatice pentru Tumbes, Peru | Date climatice pentru Tumbes, Peru | Date climatice pentru Tumbes, Peru | Date climatice pentru Tumbes, Peru |
| Luna                                   | Ian                                | Feb                                | Mar                                | Apr                                | Mai                                | Iun                                | Iul                                | Aug                                | Sep                                | Oct                                | Nov                                | Dec                                | Anual                              |
| -------------------------------------- | ---------------------------------- | ---------------------------------- | ---------------------------------- | ---------------------------------- | ---------------------------------- | ---------------------------------- | ---------------------------------- | ---------------------------------- | ---------------------------------- | ---------------------------------- | ---------------------------------- | ---------------------------------- | ---------------------------------- |
| Maxima medie °C (°F)                   | 30.7 (87,3)                        | 31.1 (88)                          | 31.3 (88,3)                        | 31.3 (88,3)                        | 30.2 (86,4)                        | 28.6 (83,5)                        | 27.4 (81,3)                        | 26.7 (80,1)                        | 26.9 (80,4)                        | 27.4 (81,3)                        | 28.3 (82,9)                        | 29.7 (85,5)                        | 29,1 (84,4)                        |
| Media zilnică °C (°F)                  | 26.4 (79,5)                        | 27.0 (80,6)                        | 27.1 (80,8)                        | 26.9 (80,4)                        | 26.2 (79,2)                        | 24.8 (76,6)                        | 23.8 (74,8)                        | 22.9 (73,2)                        | 23.6 (74,5)                        | 23.9 (75)                          | 24.4 (75,9)                        | 25.7 (78,3)                        | 25,2 (77,4)                        |
| Minima medie °C (°F)                   | 22.1 (71,8)                        | 22.3 (72,1)                        | 22.6 (72,7)                        | 22.4 (72,3)                        | 21.7 (71,1)                        | 20.7 (69,3)                        | 19.4 (66,9)                        | 19.0 (66,2)                        | 19.3 (66,7)                        | 19.9 (67,8)                        | 20.4 (68,7)                        | 21.4 (70,5)                        | 20,9 (69,6)                        |
| Minima istorică °C (°F)                | 20.0 (68)                          | 20.0 (68)                          | 20.0 (68)                          | 18.0 (64,4)                        | 17.0 (62,6)                        | 13.0 (55,4)                        | 13.0 (55,4)                        | 15.0 (59)                          | 15.5 (59,9)                        | 16.0 (60,8)                        | 15.0 (59)                          | 17.5 (63,5)                        | 13,0 (55,4)                        |
| Precipitații mm (inches)               | 21.1 (0.831)                       | 84.2 (3.315)                       | 54.7 (2.154)                       | 63.7 (2.508)                       | 52.5 (2.067)                       | 0.6 (0.024)                        | 6.6 (0.26)                         | 0.6 (0.024)                        | 0.3 (0.012)                        | 1.0 (0.039)                        | 1.1 (0.043)                        | 21.1 (0.831)                       | 307,5 (12,106)                     |
| Umiditate [%]                          | 74                                 | 76                                 | 75                                 | 76                                 | 76                                 | 78                                 | 79                                 | 80                                 | 79                                 | 78                                 | 76                                 | 74                                 | 77                                 |
| Nr. de zile cu precipitații (≥ 1.0 mm) | 4.0                                | 7.4                                | 6.1                                | 4.6                                | 2.3                                | 0.2                                | 0.3                                | 0.2                                | 0.3                                | 0.3                                | 0.5                                | 2.2                                | 28,4                               |
| Sursă: Deutscher Wetterdienst          |                                    |                                    |                                    |                                    |                                    |                                    |                                    |                                    |                                    |                                    |                                    |                                    |                                    |